# Imaan Hammam
Imaan Hammam, née le 5 octobre 1996 à Amsterdam, est une mannequin néerlandaise.

## Biographie

### Jeunesse
Imaan Hammam naît en 1996 à Amsterdam, d'une mère marocaine et d'un père égyptien,,. Sa mère, originaire des provinces du Sud du Maroc, part vivre à quinze ans à Casablanca, où elle rencontre le père d'Imaan. Le couple émigre ensuite aux Pays-Bas, où Imaan grandit dans le quartier multiculturel d'Amsterdam-Est, au sein d’une famille musulmane,.
Son père, souvent pris par ses responsabilités en entreprise, est rarement présent à la maison. Sa mère, quant à elle, est femme au foyer et couturière passionnée ; elle transmet très tôt à Imaan son amour pour la mode en confectionnant ses propres vêtements.
À la maison, Imaan parle l'arabe marocain avec sa mère et  néerlandais avec son père, ses frères et sœurs. Chaque année, la famille Hammam se rend au Maroc pour retrouver la famille maternelle. Très tôt, Imaan intègre les traditions familiales, notamment l'utilisation de l'huile d'argan, qu’elle applique sur ses cheveux et sa peau, et qu’elle intègre même à son alimentation.
Elle grandit dans un environnement marqué par la diversité, entre son quartier, son école et les rassemblements familiaux autour de plats traditionnels marocains. Passionnée par la mode, elle devient une spectatrice assidue des défilés de Victoria's Secret, qui nourrissent rapidement son ambition de percer dans l’industrie.
Déjeunant à la Gare centrale d'Amsterdam avec une amie du lycée, à l'âge de treize ans, elle est repérée par une agence de mannequins à Amsterdam au nom de "Into the Gloss" qui lui propose de se présenter à un casting,,. Soutenue par sa mère, Imaan se heurte à la réticence de son père, qui perçoit ce métier comme une industrie où l’image de la femme est trop souvent sexualisée.

### Débuts
Imaan entame sa carrière de mannequin à l’âge de treize ans. Consciente du manque de représentations de peaux foncées et de cheveux crépus sur les podiums internationaux, elle ressent un certain sentiment d’exclusion. Cette situation la motive à se lancer dans le mannequinat pour faire entendre sa voix et promouvoir davantage de diversité.
En 2013, l'agence l'envoie à Paris avec VIVA Model Management. Hammam est signé avec DNA Model Management à New York, VIVA Model Management à Paris, Londres, et Barcelone, Why Not Model Management à Milan, et CODE Management à Amsterdam. Elle apparaît dans Vogue Amérique, France, Italie, Britannique, Espagnol, Danois, Portugais, Arabe et Allemand ainsi que dans Numéro, i-D, and LOVE. Elle figure aussi sur la couverture de septembre 2014 du Vogue américain. Anna Wintour, rédactrice en chef du Vogue américain, lui ouvre son carnet d'adresses. Profitant de sa notoriété, elle s'installe définitivement à New York à l'âge de dix-sept ans.

### Carrière
Imaan Hammam a posé ou défilé pour les marques Burberry, Alexander McQueen, Maison Margiela, Givenchy, Marc Jacobs, Prada, Michael Kors, Moschino, Chanel, DKNY, Jean Paul Gaultier, Hugo Boss, Stella McCartney, Oscar de la Renta, Dolce & Gabbana, Alberta Ferretti, Carolina Herrera, Thierry Mugler, Roberto Cavalli, Valentino, Balenciaga, Hermés, Tommy Hilfiger, Diane von Fürstenberg, Anna Sui, Vera Wang, Versace, Fendi, Proenza Schouler, Tom Ford, Balmain ou Victoria's Secret,.
Elle figure également dans des campagnes publicitaires pour Chanel, Revlon, Céline, Givenchy, DKNY, Coach, Giorgio Armani, Tiffany & Co., Calvin Klein, Shiseido, H&M, Topshop ou encore Scotch and Soda.
En 2023, elle devient ambassadrice de la marque Estée Lauder. Elle explique plus tard que travailler pour cette marque était un rêve, se rappelant des souvenirs lors de son enfance lorsqu'elle allait faire du shopping, étant inspirée par le mannequin Liya Kebede, qui selon elle lui ressemblait.

## Récompenses
- 2016 : Mannequin de l'année par Couturesque Magazine[13],[14]